# Ziarnołusk rdzawoboczny
Ziarnołusk rdzawoboczny (Saltator orenocensis) – gatunek niewielkiego ptaka z rodziny tanagrowatych (Thraupidae), występujący w północnej Ameryce Południowej. Wyróżnia się dwa podgatunki. W Czerwonej księdze gatunków zagrożonych IUCN klasyfikowany jest jako gatunek najmniejszej troski (LC, Least Concern).

## Systematyka
Pierwszego naukowego opisu gatunku – na podstawie holotypu, pochodzącego z ujścia Orinoko w Wenezueli – dokonał francuski przyrodnik Frédéric de Lafresnaye w 1846 roku, nadając mu nazwę Saltator Orenocensis. Obecnie wyróżnia się dwa podgatunki.
- S. o. rufescens Lafresnaye, 1846
- S. o. orenocensis Todd, 1912

## Morfologia
Niewielki ptak o średnim, grubym, silnym i zaokrąglonym dziobie, górna szczęka czarna, dolna ciemnoszarego koloru z ołowianymi przebarwieniami. Szczyt głowy matowoszary z lekkim czarnym odcieniem, pokrywy uszne, policzki, bok szyi i kantarek czarne. U nasady dolnej żuchwy niewielkie białe lusterko. Podbródek, gardło, pierś górna biała. Boki i brzuch przechodzą z białawego w rudopomarańczowy. Kark, płaszcz i kuper łupkowoszare. Sterówki matowoczarne. Lotki matowe czarniawe z szerokimi szarymi krawędziami. Nogi czarniawe. Obie płci są ubarwione jednakowo. Podgatunek S. o. rufescens charakteryzuje się pomarańczowo-rudą piersią, brzuchem i bokami. Długość ciała 18,5–19 cm, masa ciała średnio 33,7 g.

## Zasięg występowania
Ziarnołusk rdzawoboczny występuje w północnej części Ameryki Południowej na terenach położonych do wysokości 600 m n.p.m. Jest gatunkiem osiadłym. Zasięg występowania według szacunków organizacji BirdLife International obejmuje około 661 tysięcy km². Poszczególne podgatunki występują:
- S. o. rufescens – w północno-wschodniej Kolumbii i w zachodniej Wenezueli (na północy i południowym wschodzie stanu Zulia na wschód po północną część stanu Lara i środkową część stanu Falcón)[9],
- S. o. orenocensis – w północno-wschodniej Kolumbii (w departamentach Arauca i północnej części Vichada) oraz we wschodniej Wenezueli, na wschód od podnóża Andów do południowych brzegów Orinoko (m.in. w stanach Cojedes, Apure, Monagas, Sucre, północna część Bolívar, Delta Amacuro)[5].

## Ekologia
Jego habitatem są suche lasy liściaste i zarośla, gęsto porośnięte krzewami i drzewami obszary podmiejskie, roślinność wzdłuż okresowych strumieni na obszarach suchych, a także obrzeża lasów galeriowych. Żywi się głównie roślinami m.in. owocami przepękli ogórkowatej czy Annona jahnii oraz ziarnami. Sporą część pożywienia stanowią także części liści. W niewoli żywi się także papają i guawą. Żeruje głównie w wysokich piętrach lasów w parach lub po trzy osobniki. Zazwyczaj nie łączy się w stada z innymi gatunkami ptaków.

### Rozmnażanie
Według autorów hasła w Birds of the World istnieje bardzo niewiele danych dotyczących zachowań lęgowych i rozmnażania ziarnołuska rdzawobocznego. Buduje on gniazda w kształcie luźnego trawiastego kielicha, umieszczone w trzcinach lub krzakach na wysokości od 2 do 5 m. W jednym lęgu zazwyczaj 2 jaja zielonkawo-niebieskie z czarnymi liniami i plamkami przy szerszym końcu.

## Status i ochrona
W Czerwonej księdze gatunków zagrożonych IUCN ziarnołusk rdzawoboczny jest klasyfikowany jako gatunek najmniejszej troski (LC, Least Concern) nieprzerwanie od 2004 roku. Liczebność populacji nie została oszacowana, ale ptak ten opisywany jest jako dość pospolity. Trend liczebności populacji nie jest znany.
BirdLife International wymienia 14 ostoi ptaków IBA, w których ten gatunek występuje. Są to m.in.: w Kolumbii Park Narodowy Macuira, a w Wenezueli Park Narodowy Aguaro-Guariquito, Park Narodowy Mochima, Park Narodowy Médanos de Coro, Reserva de Fauna Silvestre Esteros de Camaguán.